# تولستوی-یورت
تولستوی-یورت (روسی: Толстой-Юрт) یک شهرک در شهرستان گروزننسکی ناحیه چچن در کشور روسیه است.

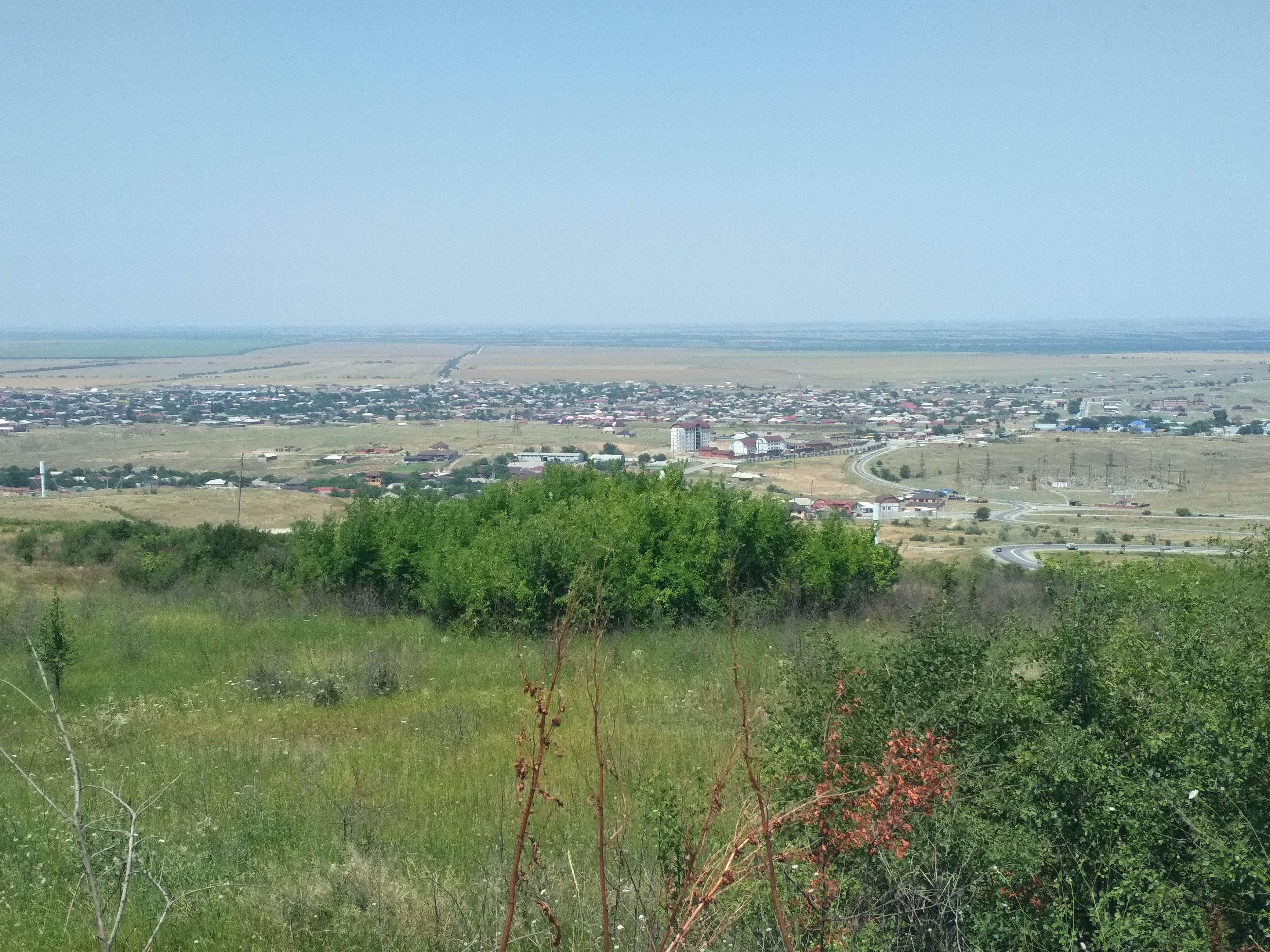
تولستوی-یورت